# Els Olaerts
Els Olaerts (Coquilhatstad (Belgisch-Kongo), 10 augustus 1957) is een Vlaamse actrice. Haar bekendste rol is die van Annemie Nachtegaele in Witse.
Olaerts was ook te zien in Hard labeur (Lize),  Daar is een mens verdronken (Jeanne), Kulderzipken (Zuster Schuilnaam), Freddytex (Patsy), Recht op Recht (Mieke De Smet-Ryckaert), Thuis (Christine Michiels), Flikken (Hedwig Van De Sompel), Aspe (Mevrouw Aerts), Katarakt (Marijke), Los zand (2009), in de Ketnet-serie De Elfenheuvel (Minouche Wijfels), in de Eén-reeks Salamander (Yolande) en in de politiereeks Vermist. Ze speelde in Gent-West (2018, 2019) een hoofdrol als Anja.
Ze speelde de rol van Mams in de films Blinker en Blinker en het Bagbag-juweel en Blinker en de Blixvaten aan de zijde van Joren Seldeslachts, die les van haar kreeg onder zijn Woordkunst-Dramaopleiding aan het Lemmensinstituut. Ook speelde zij de rol van Agnes Van Loock in de film De Hel van Tanger.
Olaerts geeft ook acteerlessen aan het Lemmensinstituut.
In 2010 speelde de actrice mee in het toneelstuk Inside Stories van Peter De Graef.
Ze kreeg ooit nog les van Hubert Damen, van wie ze, in de serie Witse, de vriendin vertolkte.
Olaerts ondersteunde bij de gemeenteraadsverkiezingen van 2012 in Willebroek de lijst van Ecologisch Onafhankelijk Sociaal (EOS). Ze werd niet verkozen.
Olaerts heeft twee dochters.

## Filmografie

### Films
- Het einde van de reis (1981) - als Tania
- Voor de glimlach van een kind (1982)
- Daar is een mens verdronken (1983) - als Jeanne
- De burgemeester van Veurne (1984) - als Lina
- Zonderlinge zielen (1988) - als Martha
- Afscheid (1991)
- Het contract (1992) - Simonne
- Sint? (1995)
- Blinker (1999) - als Mams
- Blinker en het Bagbag-juweel (2000) - als Mams
- Verlengd weekend (2005) - als Martha
- De hel van Tanger (2006) - als Agnes van Loock
- Nowhere Man (2008) - als collega van Sara
- Blinker en de Blixvaten (2008) - als Mams
- Witte Mist (2014)
- Wat mannen willen (2015) - als dokter Claes
- Allemaal Familie (2017) - Lucy
- Façades (2017) - als dokter
- Girl (2018) - als oma
- Bastaard (2019) - als Martine
- H4Z4RD (2022) - als juffrouw Annie
- J'aime la vie (2023) - als Christianne

### Televisie
- Hard Labeur (1985) - als Lize
- Commissaris Roos (1992) - als Katrien
- Bex & Blanche (1993) - als Geneviève
- Freddytex (1994) - als Patsy
- Niet voor publikatie (1995) - als moeder Blanke
- Kulderzipken (1995) - als zuster Schuilnaam
- Over de liefde (1997) - als onderbuurvrouw
- Heterdaad (1998) - als Hilde de Bont
- Thuis (1999) - als Kristien Michiels
- Recht op Recht (1999) - als Mieke de Smet-Ryckaert
- Chris & Co (2001)
- Flikken (2001) - als Hedwig Van de Sompel
- Stille waters (2001-2002) - als Andrea Sebrechts
- Het eiland (2004) - als Marianne
- Aspe (2004) - als Linda Aerts
- Witse (2004-2010) - als Annemie Nachtegaele
- Katarakt (2008) - als Marijke
- Los zand (2009) - als Lieve Malfrère
- Aspe (2011) - als moeder Christiaenen
- Vermist (2011) - als Rita
- De Elfenheuvel (2011-2013) - als Minouche Wijfels
- Salamander (2012-2013) - als Yolande
- De Ridder (2014) - als Nicole Claus
- Vriendinnen (2014) - als Marie-Louise Michiels
- Vossenstreken (2015) - als Esther
- Beau Séjour (2017)
- Tabula rasa (2017) - als relatietherapeute
- Professor T. (2018) - als mevrouw Beeckmans
- Gent-West (2017-2019) - als Anja Vandael
- #hetisingewikkeld (2017, 2020) - als moeder van Ine en Lien
- F.C. De Kampioenen: Kerstspecial (2020) - als oud vrouwtje
- Loslopend Wild (2021-2022) - verschillende rollen
- F*** You Very, Very Much (2021, 2023) - als Sonja
- Lost Luggage (2022) - als Véronique
- Assisen (2023) - Jeanne
- Dansaertvlamingen (2023) - verschillende rollen
- De twaalf (2023) - Voorzitter